# Åletjärnet, Dalsland
Åletjärnet är en sjö i Dals-Eds kommun i Dalsland och ingår i Örekilsälvens huvudavrinningsområde.